# Pseustes sexcarinatus
Pseustes sexcarinatus är en ormart som beskrevs av WAGLER 1824. Pseustes sexcarinatus ingår i släktet Pseustes och familjen snokar. Inga underarter finns listade i Catalogue of Life.
Pseustes sexcarinatus beskrevs efter exemplar från Amazonfloden i Brasilien (troligtvis delstat Pará). Populationen godkänns inte som art av The Reptile Database. Den infogas istället som synonym i Chironius quadricarinatus.